# Amazaspes Mamicônio (mestre dos soldados)
Amazaspes Mamicônio (em latim: Amazaspes; em grego: Αμαζάσπης; romaniz.: Amazáspēs; em armênio: Համազասպ; romaniz.: Hamazasp) foi um oficial armênio do século VI.

## Nome
Amazaspes (Αμαζάσπης, Amazáspēs) ou Amazaspo (Amazaspus; Αμαζάσπος, Amazáspos) são as formas latina e grega do persa médio Hamazaspe (*Hamazāsp) que, em última análise, deriva do persa antigo Hamazaspa (Hamāzāspa). Embora a etimologia precisa de *Hamazāsp/Hamāzāspa permaneça sem solução, pode ser explicada através do avéstico *hamāza-, "colisão/confronto" + aspa-, "cavalo", ou seja, "aquele que possuía corcéis de guerra". Foi registrado em armênio (Համազասպ, Hamazasp) e georgiano (em georgiano: ამაზასპ, Amazasp’) como Hamazaspe.

## Vida

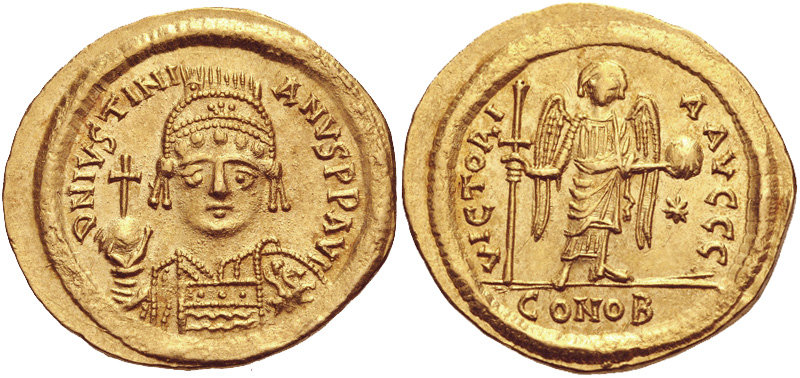
Soldo de Justiniano r.

Amazaspes era sobrinho de Simeão Mamicônio e, segundo Christian Settipani e Cyril Toumanoff, filho de Bardas Mamicônio. Após a morte de seu tio (talvez em 530/1) recebeu as vilas que a ele tinham sido concedidas pelo imperador Justiniano I (r. 527–565) e tornar-se-ia governador da Armênia bizantina, quiçá como consular da Armênia Magna (consularis armeniae magnae). Settipani e Toumanoff mencionam-no como mestre dos soldados da Armênia (magister militum per Armeniam). Depois foi morto, com aprovação imperial, por seu amigo íntimo Acácio, que afirmou ao imperador que Amazaspes pretendia render Teodosiópolis e outras fortalezas aos persas. Foi sucedido como governador da Armênia por Acácio.